# Station sanitaire de Marseille
 (mars 2014).
La station sanitaire est un bâtiment situé à Marseille, construit entre 1946 et 1947 pour la direction du contrôle sanitaire aux frontières, à proximité du port, en bas du Panier, face à la mer, entre la cathédrale de La Major et le fort Saint-Jean. Après une importante restructuration architecturale, il accueille depuis 2013 le musée Regards de Provence.
La station a été conçue par les architectes de la reconstruction d’après guerre, Fernand Pouillon aidé de Champollion et René Egger. Elle était la propriété de l’État, gérée par la DDASS. Après une longue période où désaffecté, le bâtiment fut laissé à l'abandon, il est cédé à la Fondation Regards de Provence en vue de sa réhabilitation et transformation en musée.
En 2000, le bâtiment est labellisé « patrimoine du XXe siècle » par le ministère de la Culture et de la Communication.

## Historique

La station sanitaire dans son état original.

En 1947, la station sanitaire du port de Marseille servit de lieu d’accueil aux immigrés.

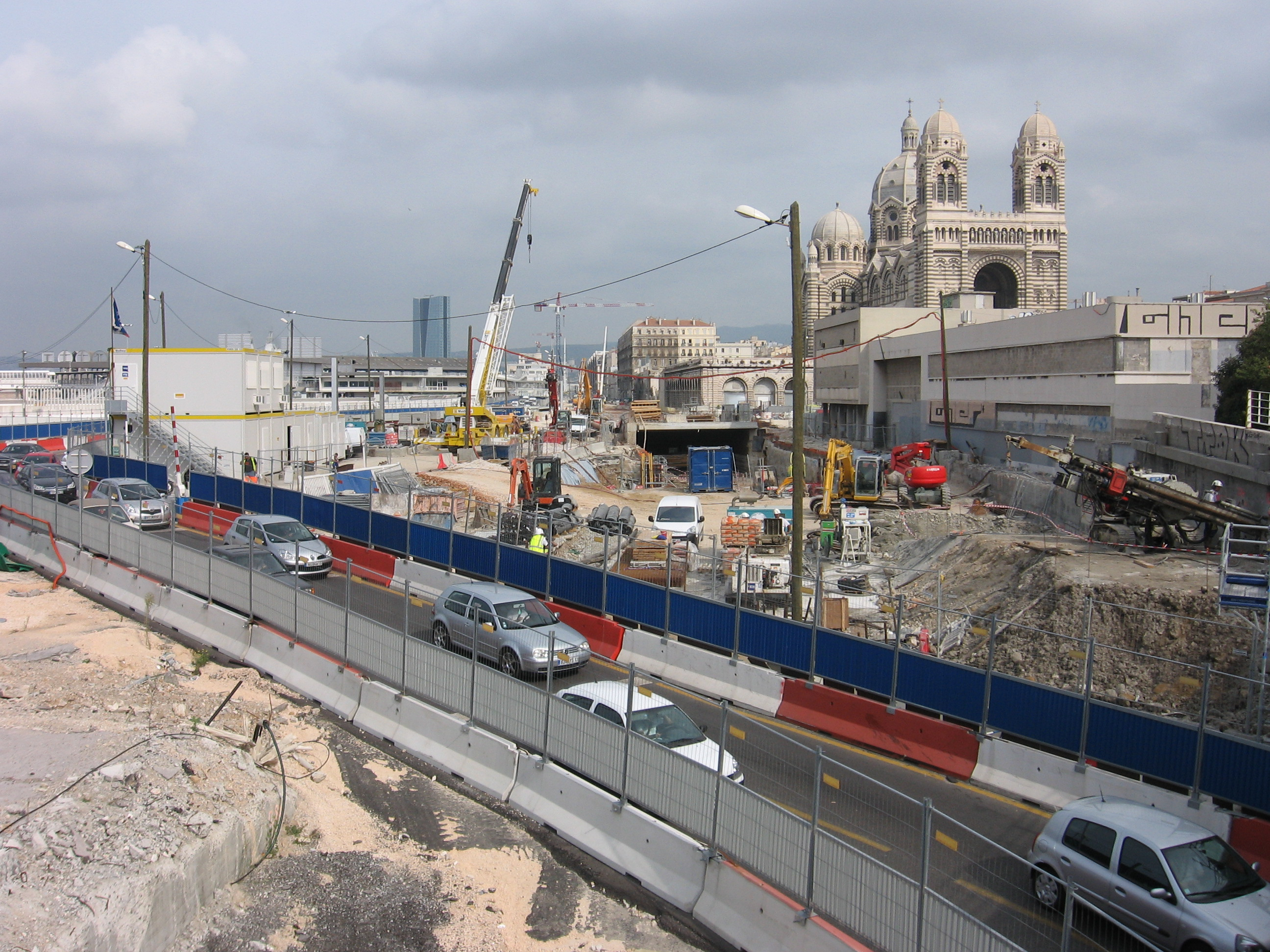
À droite, la station sanitaire en 2009, pendant les travaux d'aménagement de l'esplanade du J4

Ce bâtiment a été édifié dans le but de pallier les manques de structure d’accueil préventive et de soins pour une population venant essentiellement de l’Orient et pour contrôler ainsi de façon plus sûre une éventuelle épidémie amenée par voie de mer et par la multiplication et l’extension des communications aériennes.
En effet, Marseille, premier port de France à cette époque, malgré les progrès techniques réalisés en épidémiologie et en médecine préventive, crains de revivre des épidémies déferlantes à travers le territoire métropolitain qui eurent jadis Marseille pour origine.

« Ayant utilisé pour la dernière fois en 1942 les installations du Frioul dans le cas particulier de l’apparition de typhus dans les prisons de Marseille, estimant que les difficultés matérielles d’une telle installation ne correspondent plus aux possibilités modernes actuelles et qu’il est absolument nécessaire de faire face au danger épidémique, toujours possible, par des méthodes scientifiques de ces dernières années [...] La nouvelle Station sanitaire du port de Marseille correspond a une conception nouvelle, basée sur les progrès de l’épidémiologie, sur la découverte d’insecticides puissants et sur la généralisation des moyens préventifs reconnus par les récentes conventions sanitaires internationales comme suffisants, pour assurer une prophylaxie efficace contre un danger épidémique toujours possible. Elle se propose, en cas de nécessité, d’effectuer, dans des conditions d’efficience et de célérité, le contrôle sanitaire réel de toutes les collectivités suspectes pouvant être à l’origine d’une épidémie, que ces collectivités soient d’origine maritime, aérienne ou terrestre. C’est dire la polyvalence de ses installations et le choix de son implantation à proximité du port, mais hors de l’enceinte portuaire, de façon à faire face à toutes éventualités. »

— Extrait de Marseille - revue culturelle, 1947, no 7.
Ainsi, comme le montre l'extrait cité, on peut dire que le bâtiment a été le seuil symbolique du territoire Français en tant que centre sanitaire aux Frontières des ports et aéroports. Au-delà de sa mission de prévention des risques d’épidémies, il représentait une porte de l’espoir pour les nouveaux arrivants.

## La Fondation Regards de Provence

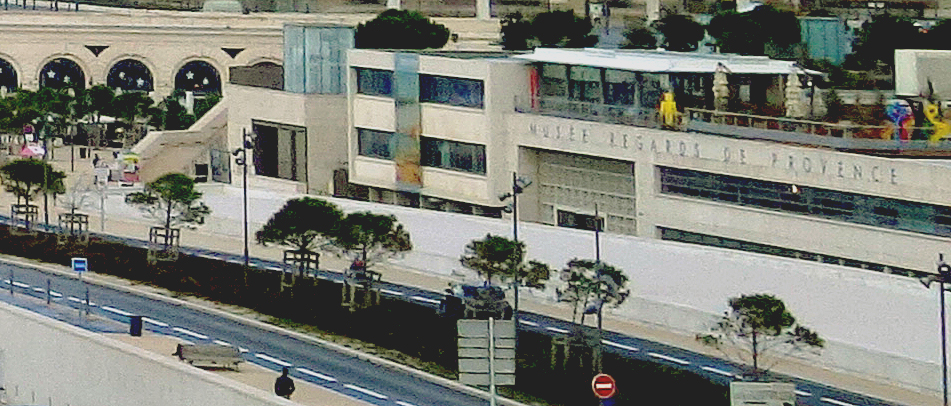
Le bâtiment en 2017, après sa restructuration architecturale, qui l'a transformé en musée Regards de Provence en 2013.

Le 18 janvier 2011 est officiellement lancé le projet de réhabilitation de la station sanitaire pour accueillir la Fondation Regards de Provence, qui possède une collection de peintures. La fondation ouvre ses portes à l'occasion de Marseille-Provence 2013, capitale européenne de la culture, en mars 2013.
L'ancienne station sanitaire est réhabilitée par l'architecte Guy Daher, associé à Thierry Durousseau, pour un coût de 6 millions d'euros, dont 4,2 millions supportés par la fondation.